# Matthias Konstantin Bendermacher
Matthias Konstantin Bendermacher, auch Matthias Constantin Bendermacher, (* 11. Oktober 1814 in Lechenich; †  8. Mai 1880 in Boppard) war ein deutscher Notar sowie  Maler und Geschichtsschreiber Lechenichs.

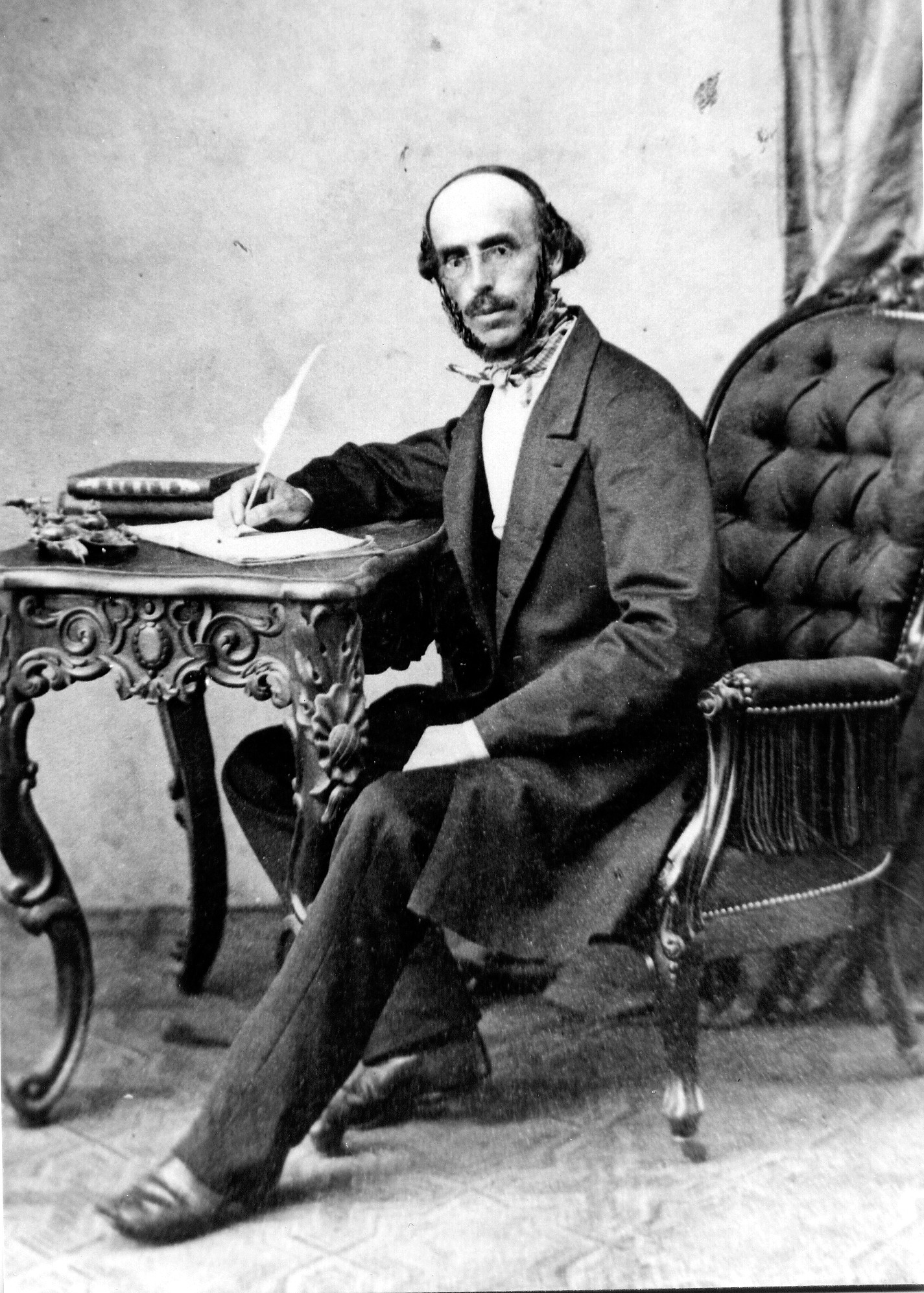
Notar Bendermacher 1865

## Herkunft und Jugend
Matthias Konstantin Bendermacher war der Sohn des Lechenicher Notars Johann Wilhelm Bendermacher und seiner Frau Christine Reuter aus Dirmerzheim. Er wurde am 11. Oktober 1814 in Lechenich geboren und wuchs dort im Haus seiner Eltern in der Bonner Straße auf. Sein Vater Johann Wilhelm Bendermacher war nach der Neuordnung der Justiz in napoleonischer Zeit der erste amtlich bestätigte Notar in Lechenich, der 1807 seine Urkunde erhielt.

## Studienzeit und Heirat
Nach dem Ende der Schulzeit besuchte Bendermacher die Bauschule in Köln, um Architekt  zu werden. Er wechselte jedoch das Fach und studierte in Heidelberg Jura, um seinen Vater im Notariat zu unterstützen. In Heidelberg lernte er Elisabeth Rath kennen, die er am 8. April 1842 heiratete.

## Berufliche Tätigkeit
Nach dem Abschluss des Jurastudiums arbeitete er von 1840 bis 1852 als Notariatskandidat im Büro seines Vaters in Lechenich. Er war anschließend in mehreren Notariaten tätig (1852 in Lutzerath, 1857 in Zell an der Mosel). 1867 ließ er sich als Notar in Boppard nieder, wo er am 8. Mai 1880 starb.

## Malerei und historische Forschung

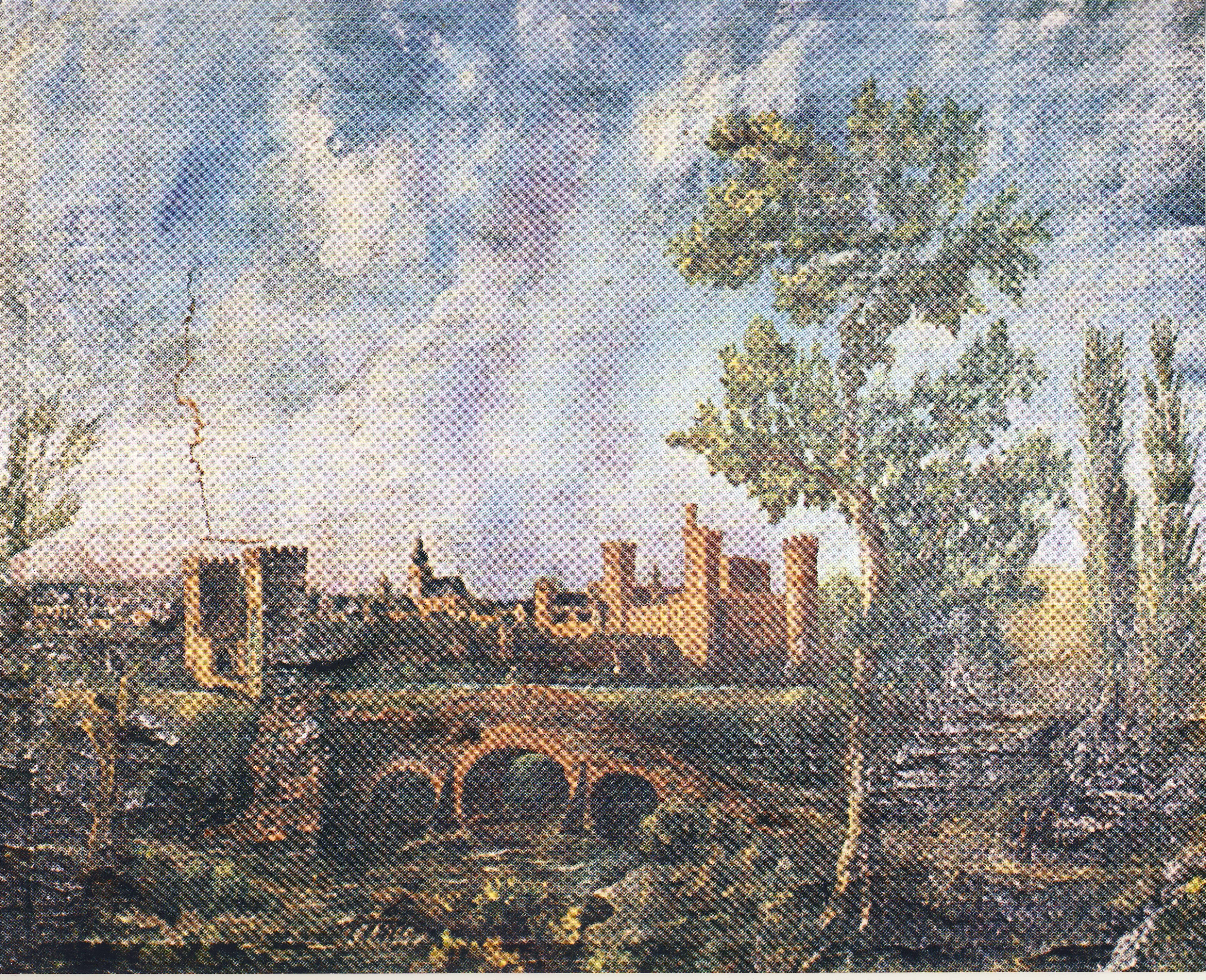
Bendermacher: Lechenich von Südosten um 1850

Der vielseitig begabte Jurist beschäftigte sich in seiner Freizeit mit Malerei und Geschichte, vor allem mit der Geschichte seiner Heimatstadt Lechenich.
Seine Gemälde, die zwischen 1840 und 1852 entstanden sind, zeigen Lechenich und das dortige Schloss. Die Rekonstruktion der Gebäude wie auf Bendermachers Gemälden gehörte zum Stil des romantisierenden Historismus, mit der dem Betrachter die vergangene Größe der Bauwerke vor Augen geführt werden sollte.
Vier noch erhaltene Gemälde sind im Besitz der Stadt Erftstadt.
Um 1864/65 verfasste er eine Lechenicher Stadt- und Pfarrchronik, die 1870 als Geschichte von Stadt und Schloß Lechenich in den Annalen des Historischen Vereins für den Niederrhein erschien. Es ist die älteste geschichtliche Darstellung Lechenichs.
Nicht nur in Lechenich, sondern auch in Boppard beschäftigte er sich mit der Lokalgeschichte, insbesondere mit Archäologie. Im Jahre 1871 erschienen in den Jahrbüchern des  Vereins  von Altertumsfreunden Bendermachers Abhandlungen über Altchristliche und fränkische Grabstätten in Boppard.

## Weblink
- Matthias Konstantin Bendermacher in der Rheinland-Pfälzischen Personendatenbank